# Repartidor d'aigües a la Muralla dels Genovesos, 19
El Repartidor d'aigües a la Muralla dels Genovesos, 19 és una obra de Mataró (Maresme) protegida com a Bé Cultural d'Interès Local.

## Descripció
Es tracta d'una petita construcció d'estil historicista neoclàssic, de secció lleugerament el·líptica i cos cilíndric, rematada per una coberta en forma de casquet. La coberta s'entrega al cilindre descrivint uns arcs entre els que s'hi situen tres finestres. A nivell del primer pis hi ha una quarta finestra. A la base hi ha una porta d'accés sota una petita coberta a dues aigües ornamentada amb relleus d'arc de mig punt. Tota l'obra té un acabat estucat.

## Història
Segons l'historiador Joaquim Llovet: "L'any 1857 es constituí la societat Palau, Garcia i Comp per a captar i conduir a Mataró les aigües que fluïen en diversos punts als termes de Dosrius, Canyamars i Argentona. Poc després, un nou soci -Josep Saborit- hi feu aportació d'unes mines d'aigua que posseïa a Dosrius mateix i Argentona. Les aigües d'ambdues procedències foren aportades a Mataró i reunides al paratge del Molí de Vent, al pou del camí d'Argentona, a la sortida de la ciutat. A la part alta de la població, als carrers de Sant Rafael, Argentona, nou de Caputxines i a altres indrets, hom hi instal·là uns hidròmetres pel repartiment de l'aigua als usuaris que s'havien contractat.